# Carotte de glace
Ne doit pas être confondu avec Calotte glaciaire.
Pour les articles homonymes, voir Carotte (homonymie).
 (février 2010).
Si vous disposez d'ouvrages ou d'articles de référence ou si vous connaissez des sites web de qualité traitant du thème abordé ici, merci de compléter l'article en donnant les références utiles à sa vérifiabilité et en les liant à la section « Notes et références ».
Une carotte de glace est un échantillon, retiré de calottes glaciaires, formé par compression de couches de neige successives, année après année : une découpe verticale de glace contient donc des couches de plus en plus anciennes à mesure qu'on s'enfonce vers le centre de la Terre. Les propriétés de formation de la glace, les composés et éléments chimiques qui s'y trouvent peuvent être étudiés en vue d'une reconstruction plus ou moins précise du climat des années passées. Des informations sur la pollution de l'air depuis l'ère pré-industrielle ou depuis l'Antiquité (pollution par les fonderies de plomb de l'époque romaine par exemple) peuvent aussi en être tirées.
L'action d'extraire l'échantillon de glace s'appelle le carottage, qui est un type de forage.

## Mémoire du passé

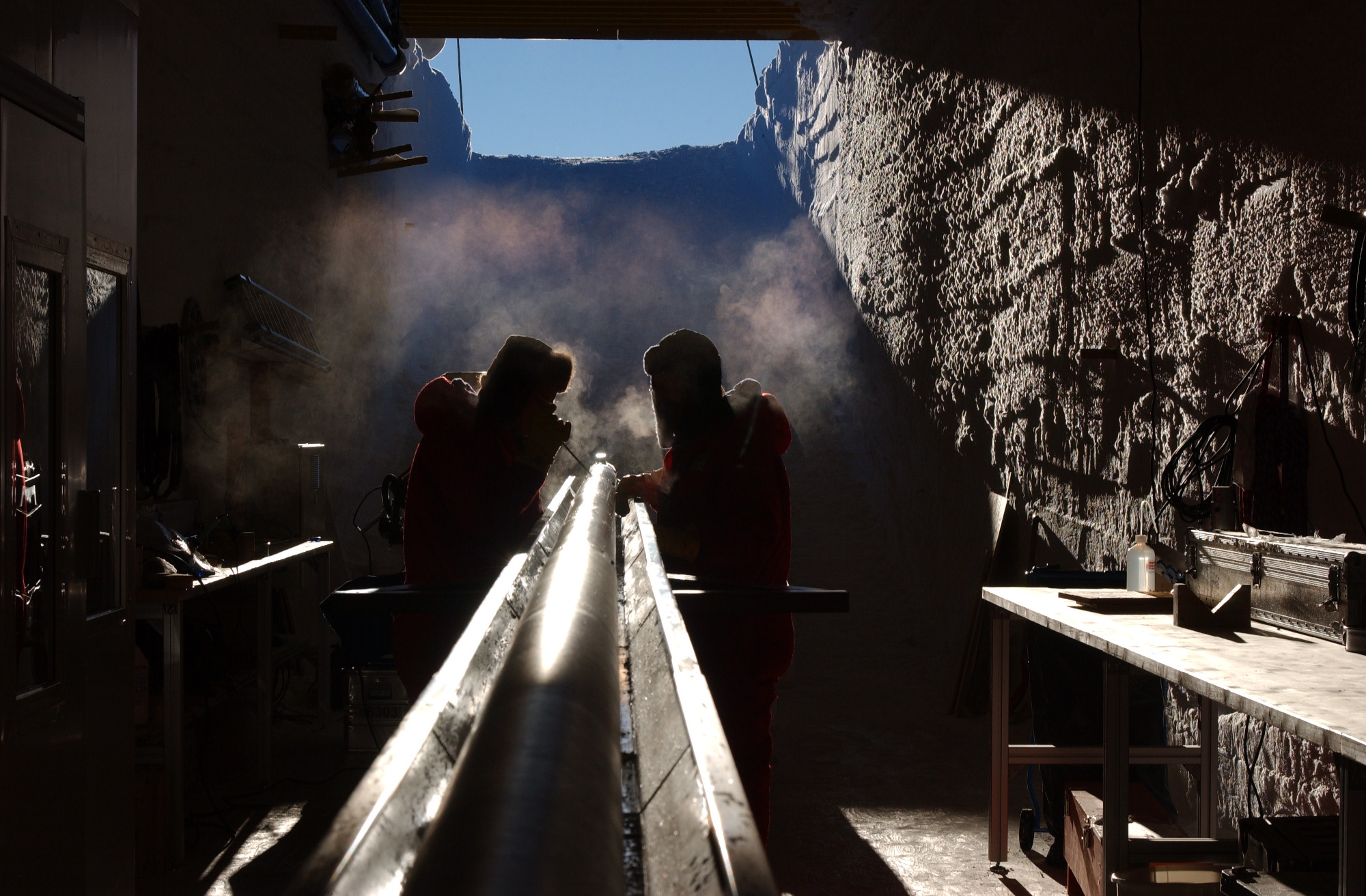
Préparation de la foreuse glacière, projet EPICA, Station Kohnen, Dronning Maud Land, Antarctique (Opérateurs : Prof. Dr. Frank Wilhelms et Lorenz Karsten)

Les carottes de glace constituent d'excellents enregistrements de variations environnementales passées (température, volume des océans, niveau de précipitations, chimie et composition des gaz de la troposphère ; retombées d'éruptions volcaniques, variations de l'activité solaire et de rayonnement cosmique, interactions neige-air locales, extension des déserts, feux de forêt notables, etc.).
Ceci tient à la façon dont la neige se transforme en glace à travers différents processus de déposition et redéposition. La neige fraîche, qui tombe en surface, contient des gaz, des impuretés (particules terrigènes, notamment), des substances radioactives… qui seront assimilés de différentes façons dans les futures couches de glace. 
Plus la carotte de glace est longue, c'est-à-dire profonde, plus il est possible de remonter loin dans le passé. Les scientifiques ont d'abord étudié des carottes de glace permettant de remonter quelques années en arrière seulement. Les plus récents forages ont mis à leur disposition des carottes où des centaines de milliers d'années sont enregistrées, jusqu'à 800 000 ans pour la carotte de l'EPICA (1995-2004).
En 2016, des carottes de glace bleue ont été extraites des collines d'Allan (Antarctique), dans une zone où de la vieille glace gisait près de la surface. Ces carottes, chronologiquement discontinues, ont été datées par la méthode potassium-argon : la glace la plus ancienne date de 2,7 Ma, de loin la glace la plus ancienne jamais datée.
En 2017, deux zones abritant potentiellement de la glace vieille de 1,5 Ma ont été repérées près de la base franco-italienne Concordia (Antarctique de l'Est), à 20 km au nord-est et à 40 km au sud-ouest,. En 2021, six programmes de recherche (américain, australien, chinois, européen, japonais et russe) comptent extraire de dômes antarctiques des carottes chronologiquement continues et remontant jusqu'à 1,5 Ma ; le forage européen, notamment, doit commencer fin 2021.
En 2024, des échantillons de glace bleue des Allan Hills (chaîne Transantarctique) sont datés à six millions d'années (fin du Miocène), le double du record précédent de 2019. Une analyse préliminaire des bulles d'air piégées dans cette glace et dans d'autres échantillons datant de la fin du Pliocène (2,5 à 3 Ma) donne un aperçu fragmentaire de l'évolution de la concentration en dioxyde de carbone pendant cette période, avec notamment des niveaux étonnamment bas au cours d'une période chaude.

## Résolution; taux d'accumulation

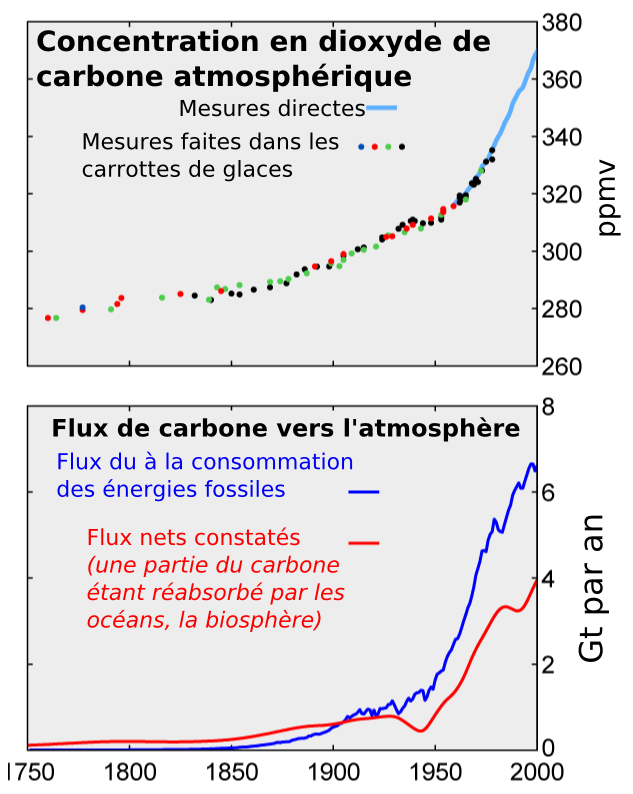
Comparaison entre le flux de carbone vers l'atmosphère dû à la consommation des énergies fossiles et la concentration atmosphérique en mesurée soit directement soit dans des carottes de glace.

Un point très important est la résolution d'une carotte de glace. Cette résolution temporelle est définie comme la plus courte période de temps qui peut être distinguée avec certitude d'après les caractéristiques de la glace. Elle est tributaire du taux d'accumulation, c'est-à-dire de l'importance des précipitations neigeuses. Une longue carotte de glace est de moins en moins « précise » en profondeur, car les couches se tassent sous le poids des couches supérieures. Ainsi, les couches superficielles correspondent à une saison ou à une année, tandis que les couches plus profondes ne permettent plus de distinguer une année précise. La précision passe au millier d'années, voire à plusieurs milliers d'années en profondeur. Une carotte de glace extraite et conservée dans de bonnes conditions sur un site bien choisi — grande profondeur de la couche de glace, peu de contractions déformant la glace — permet de reconstituer le climat sur des centaines de milliers d'années et d'après un grand nombre de paramètres. C'est cette variété de paramètres qui fait de la carotte de glace un si puissant et riche outil en paléoclimatologie, comparativement à ce qu'il est possible de faire en dendrochronologie, par exemple. De nouvelles analyses et des forages positionnés dans des dômes glaciaires (partie la moins déformée) devraient améliorer la précision chronologique des sondages, grâce notamment aux mesures fines de méthane, de dioxyde de carbone (gaz à effet de serre), de béryllium 10, etc.

Portion de carotte du forage GISP2 à la profondeur de 1837 m : les couches annuelles sont visibles.

## Déductions, intérêts et limites
L'identification des isotopes de l'oxygène (16O et 18O) présents dans les bulles d'air prises dans les carottes de glace ainsi que les isotopes de l'hydrogène (1H et 2H) permet de déduire quelle température ambiante la Terre avait au moment de la glaciation par le calcul des rapports isotopiques (plus une strate d'une carotte contient d'isotopes lourds par rapport aux isotopes légers plus l'atmosphère dans laquelle elle s'est formée était chaude). Des modèles d'interprétation doivent cependant être constitués, car dans chaque strate de glace, l'âge du gaz piégé dans les bulles n'est pas exactement celui de la glace, et l'écoulement des glaciers, comme la profondeur ont modifié certains paramètres qu'il faut rétrospectivement intégrer. Cette méthode de datation, qui utilise aussi des « carottages dans les sédiments des fonds océaniques » (Ocean Drilling Program), se nomme chronologie isotopique.

## Une ressource scientifique menacée

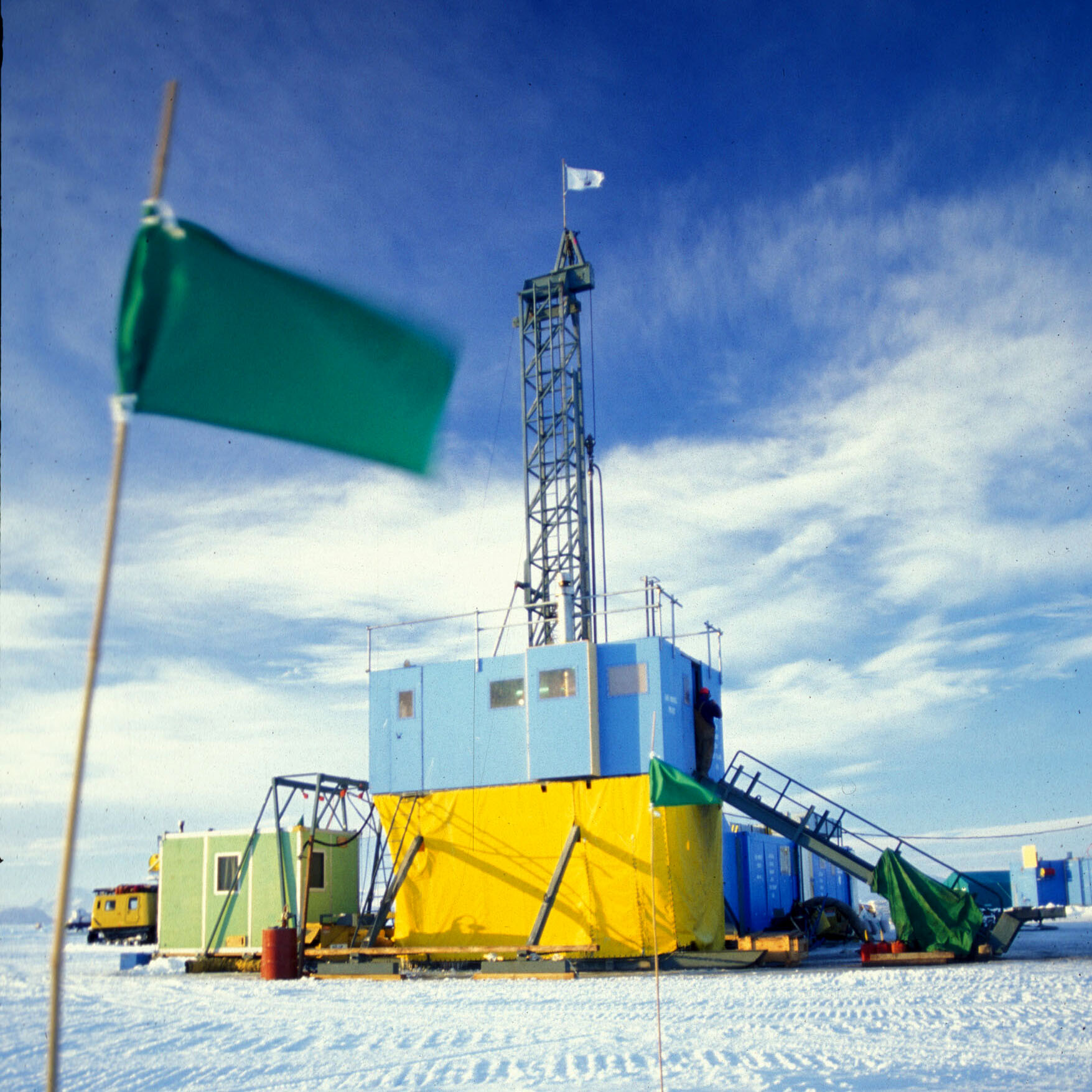
Forage du Cape Roberts Project, dans la mer de Ross en Antarctique.

Une très grande partie des connaissances précises sur les paléoclimats provient des microbulles d'air piégées dans les glaces anciennes. Or, le réchauffement global se traduit par un recul des glaciers presque partout dans le monde, et donc par une « destruction d'une ressource scientifique et historique précieuse ».
Des chercheurs travaillent maintenant à des mesures conservatoires visant à sauvegarder au moins quelques échantillons de glaciers (en les forant puis en conservant les carottes de glace dans un dépôt-conservatoire, long de 130 m et situé près du pôle Sud dans la base de recherche franco-italienne Concordia ; assez froid pour être insensible à d'éventuelles longues pannes de courant). Le premier carottage devant y être déposé sera un tube de glace long de 130 mètres provenant d'une section d'un glacier du mont Blanc au col du Dôme. De 1994 à 2005 la température interne de ce glacier a augmenté de 1,5 °C, tendance qui suffirait à faire fondre le glacier totalement en quelques décennies.